# 福澳村
福澳村（馬拼：Hóuk-ǒ-tshoung，平話字：Hók-ó̤-chŏng），俗稱「福沃村」，位於中華民國福建省連江縣馬祖南竿地區，位於南竿島中段偏東區域。此處海岸澳口呈明顯凹型且水深較深，建有馬祖地區最大的港口福澳港，為南竿與離島、臺灣島、中國大陸福州的交通港口。

## 村名由來
一說早期此處先民來自福建長樂厚福，以思念故鄉之情稱此處澳口為「厚福澳」，由此簡稱「福澳」。另一說為早期居民於澳口以滬（竹柵）捕魚，故稱「滬澳」，後音轉為「福澳」。:地域篇 四、福澳
後歷經戰地政務時期，由中華民國國軍接管，為紀念故總統蔣經國之德澤，遂更名為「經澤村」。:地域篇 四、福澳
於廢止戰地政務後，村民思索「經澤」不合時宜、且與本名「福澳」較有深厚情感，積極爭取回復原名。唯當時民間俗體以「沃」代「澳」，如「后澳村」作「后沃村」、「猛澳港」作「猛沃港」等，更名時不以正規用字採「福澳」，而以民間俗體定名為「福沃村」，其於文字本義上並不合宜，然已成定局。:地域篇 四、福澳
因此目前為「福澳」、「福沃」二名並行局面：「福澳港」村口地標、福澳港大樓招牌採傳統「福澳」用法，戶籍、身分證、門牌、公車站名等資料俱作「福沃」。

## 發展史
福沃村是南竿島之良港所在，早期國軍運補物資亦從此處登島。福沃村是馬祖最早興起的商業區，南北物資由此處上岸，街道上商店林立，興盛時期街道上呈現商客擦肩摩踵之情景，然因人口外流、駐軍減少等因素今已不現當年景況。
1984年福澳填海造陸興建福澳碼頭，已可停泊大型船艦如海軍AP艦，其旁海埔新生地闢為縣運動場及司令台，並依續在岸旁興建漁會大樓、港務大樓、加油站、停車場等。而後續將福澳沙灘填平，擴建登岸口、社區公園、停車場等。今日福澳港已為離島、臺馬和兩馬(馬祖-福州馬尾)的海運交通中心。

## 村人口排名
2002年7月17日馬祖日報載，據連江縣政府民政局統計，當年六月人口數，全縣第一大村為南竿鄉介壽村，第二大村為北竿鄉塘岐村，第三大村為南竿鄉福澳村。
近來南竿鄉復興村人口數已多於福澳村，而福澳村維持在南竿鄉第三大村之位置，前二者依序為介壽村（山隴）、復興村（牛角），第四大村為清水村。

## 信仰中心
村民普遍為民間信仰者，每遇元宵擺暝、補庫、神明聖誕、祖廟進香等日子或活動，幾乎為全村總動員地參與。
村中信仰中心為「福沃境華光大帝廟」，又名「華天宮」，主祀華光大帝，配祀五福大帝、鐵扇公主、地母娘娘、崇聖寺天仙府、英武廟英烈王、天上聖母、臨水夫人、白馬尊王、福德正神等神明，被稱為是當地女性神祇最多的廟宇。
建廟來源相傳村中有位名喚林宜守之鄉紳，一夜夢見福澳附近一處山岩中埋有一只檀木香爐，夢中囑咐即時率眾將之重新出土。後經林氏與村民果真找到香爐，上刻有華光大帝神諱及漳州府篆字。於是鄉民籌款建廟奉祀，後幾經翻修，成為今日富麗堂皇的外觀。

## 著名景點
- 福澳港

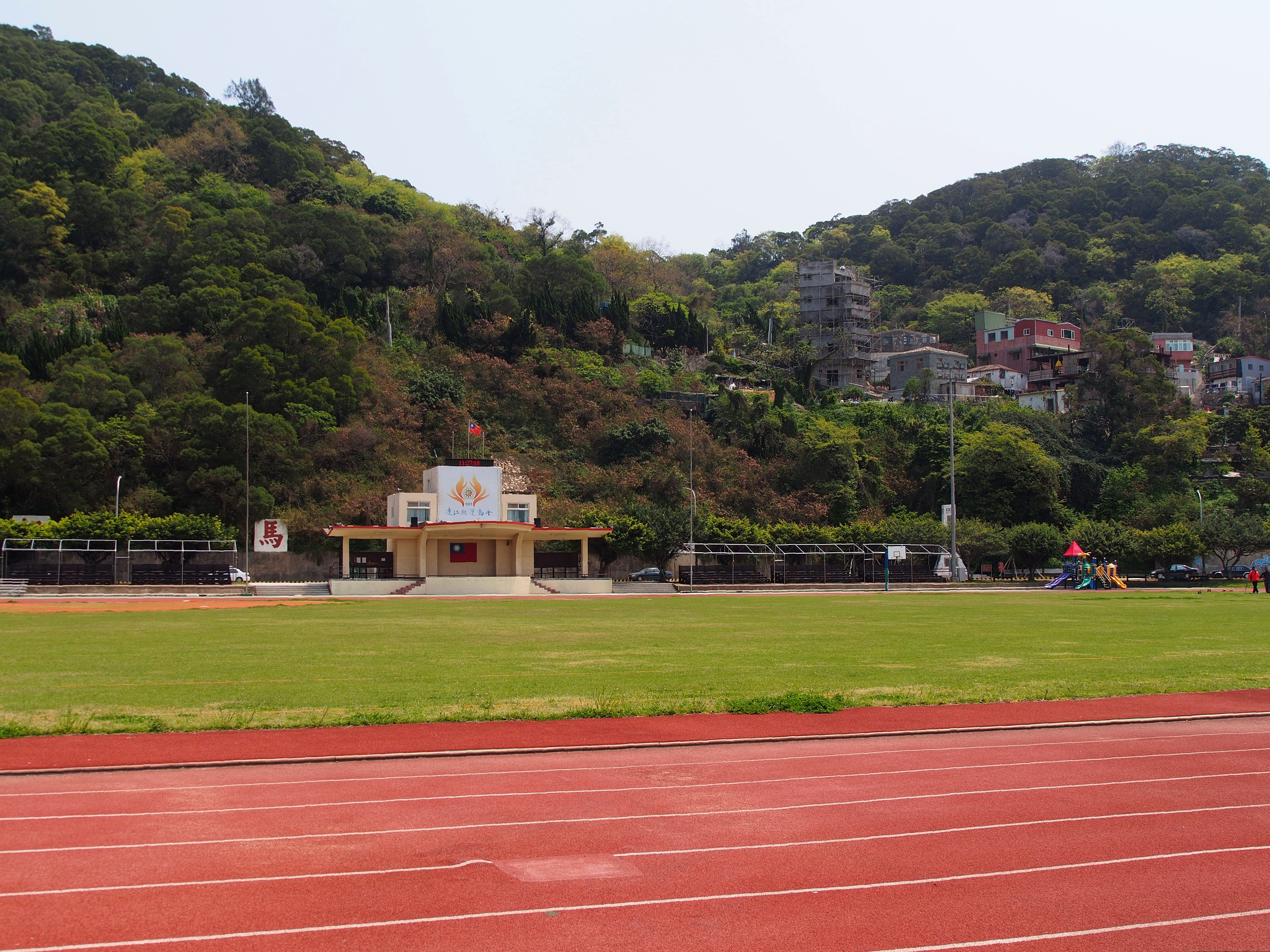
福澳運動場

- 福澳運動場，為大型運動場，為舉辦連江縣運動會、跨年晚會及居民運動休閒之處。
- 福山照壁，為船舶一進入福澳港之著名景點，立於福山公園之上七層樓高之建築，其面港之壁上書寫「枕戈待旦」四個鮮紅大字。
- 福澳華光大帝廟

## 外部連結
- 南竿鄉公所 （页面存档备份，存于）
- 連江縣南竿鄉福沃社區發展協會 （页面存档备份，存于）
- 福山照壁[永久]
- 福澳華光大帝廟 （页面存档备份，存于）